# Universidade Independente de Angola
A Universidade Independente de Angola (UnIA) é uma instituição privada de ensino superior fundada em 2004 com o objetivo de proporcionar educação de qualidade e contribuir para o desenvolvimento científico e tecnológico de Angola. Com uma infraestrutura moderna e uma oferta diversificada de cursos de graduação, mestrado e pós-graduação, a UnIA se destaca pela sua missão de formar profissionais altamente qualificados, preparados para enfrentar os desafios do mercado de trabalho e promover o desenvolvimento social e econômico do país.
Em 2015 foi considerada a 2ª melhor universidade angolana.

## História
A Universidade Independente de Angola iniciou suas actividades no dia 2 de junho de 2004 apenas ministrando aulas do ano propedêutico para as licenciaturas de ciências da comunicação, engenharia civil, engenharia informática, engenharia dos recursos naturais e ambiente.
Iniciou, em 2004, com 855 alunos e apenas duas salas de aulas com capacidade para 50 alunos cada. Em 2007 finda a construção do primeiro edifício, com 17 salas de aulas, 2 anfiteatros, dois laboratórios de informática, uma reprografia entre outros.

### Missão
A missão da Universidade Independente de Angola (UnIA) é proporcionar formação de alto nível, apoiar a pesquisa científica e tecnológica e promover a inclusão social através da educação. A universidade visa contribuir para o desenvolvimento sustentável de Angola, com ênfase na inovação acadêmica e na preparação de profissionais para os desafios do mercado global.

### Visão
A UnIA tem como visão ser uma referência em ensino superior e pesquisa científica, sendo reconhecida pela sua excelência acadêmica, inovação pedagógica e impacto positivo na sociedade angolana e internacional.

### Valores
A universidade se baseia nos seguintes valores:
- Transparência
- Credibilidade
- Ética
- Abertura e Valorização
- Inovação

## Unidades Orgânicas
A Universidade Independente de Angola (UnIA) está organizada em diversas unidades orgânicas, cada uma responsável por oferecer cursos de graduação, mestrado e pós-graduação em áreas específicas do conhecimento. As principais unidades orgânicas da UnIA são:

#### Faculdade de Ciências das Engenharia e Tecnologia
Esta faculdade é dedicada à formação de profissionais nas diversas áreas de engenharia e tecnologia. Alguns dos cursos oferecidos incluem:
- Arquitetura e Urbanismo
- Design
- Engenharia Civil
- Engenharia e Gestão Industrial
- Engenharia de Recursos Naturais e Ambiente
- Engenharia Electrotécnica e Telecomunicações

- Engenharia Informática

#### Faculdade de Ciências Sociais
Focada na formação de profissionais nas áreas de comunicação, psicologia, cinema e ciências sociais, esta unidade orgânica oferece os seguintes cursos:
- Ciências da Comunicação
- Cinema
- Português e Literatura em Língua Portuguesa
- Psicologia
- Sociologia

#### Faculdade de Ciências Jurídicas
Esta faculdade oferece formação jurídica, com foco em áreas como direito aduaneiro, relações internacionais e administração pública. Os cursos oferecidos são:
- Administração Local e Autárquica
- Direito
- Relações Internacionais

#### Faculdade de Ciências Económicas e Gestão
Dedicada à formação de profissionais nas áreas de economia e gestão, esta unidade orgânica oferece os seguintes cursos:
- Contabilidade e Auditoria
- Economia
- Finanças e Contabilidade
- Gestão e Marketing
- Gestão de Recursos Humanos
- Informática de Gestão de Empresas
- Turismo e Gestão Hoteleira

## Programas de Pós-Graduação e Mestrados
A Universidade Independente de Angola (UnIA) também oferece programas de mestrado e pós-graduação destinados a profissionais que buscam expandir seus conhecimentos e adquirir competências especializadas. Entre os programas oferecidos, destacam-se:

#### Mestrados
- Mestrado em Ciências da Comunicação, Marketing e Publicidade
- Mestrado em Didática de Ensino da Matemática
- Mestrado em Direito Aduaneiro e Legislação Tributária Aplicada
- Mestrado em Planejamento e Gestão Ambiental
- Mestrado em Psicologia Forense e Criminal

#### Pós-Graduações
- Pós-Graduação Profissional em Agregação Pedagógica

Esses programas são projetados para formar especialistas em áreas específicas, com uma abordagem teórica e prática que visa preparar os alunos para os desafios do mercado profissional.